# 2-я Заамурская пограничная железнодорожная бригада

Русский броневой поезд Кавказской армии постройки 1915 года в 1920 году. Согласно проекту, состоял из двух бронеплощадок и полубронированного паровоза. Вооружение — 2 76-мм горных пушки образца 1904 года и 8 пулемётов, команда — 4 офицера и 70 стрелков, толщина брони 12 — 16 мм. Всего построено 4 поезда этого типа.

2-я Заамурская пограничная железнодорожная бригада — тактическое соединение в Русской императорской армии Вооружённых сил России имперского периода. 
По боевому составу меньше дивизии. Предназначена для железнодорожного обеспечения боевых действий РИА.

## История
Наличие ширококолейных железнодорожных батальонов с началом Великой войны в 1914 году оказалось явно недостаточным, и уже 1 сентября Главное управление Генерального штаба вынуждено было войти в Военный Совет с представлением о формировании из состава Заамурской железнодорожной бригады окПС для работы на военных дорогах Кавказского фронта 2-й Заамурской железнодорожной бригады. По окончании формирования 2-й бригады, Заамурская железнодорожная бригада окПС была переименована в 1-ю Заамурскую железнодорожную бригаду.
Эта бригада была сформирована в составе:
- 1-й железнодорожный батальон (35 офицеров и 1 046 солдат)
- 2-й железнодорожный батальон (35 офицеров и 1 046 солдат)
- 3-й железнодорожный батальон (35 офицеров и 1 046 солдат)

В сентябре 1914 года полковник М. В. Колобов назначен командиром бригады.